# Юлій Обсеквент
Юлій Обсеквент (лат. Julius Obsequens; середина IV століття) — письменник часів пізньої Римської імперії.

## Життя та творчість
Про Юлія Обсеквента мало відомостей. Ймовірно більшу частину життя прожив у Римі. Був автором твору «Liber prodigiorum» («Книга див» або «Книга знаків»), де подається опис усіх чудесій та див, які трапилися у Римі з 249 року до н. е. до 12 року н. е. Створено на основі праць Тита Лівія. Вперше його текст надруковано у 1508 році Альдом Манцієм.